# Duke Kahanamoku
Duke Paoa Kahinu Mokoe Hulikohola Kahanamoku (24. srpna 1890 – 22. ledna 1968) byl americký sportovec pocházející z Havaje. Byl velkým popularizátorem surfingu a vynikající plavec, držitel tří zlatých a dvou stříbrných olympijských medailí.
Slovo Duke (anglicky Vévoda) v jeho jméně neznamenalo šlechtický titul, ale bylo křestním jménem; zdědil ho po svém otci, který tak byl pokřtěn na počest návštěvy vévody z Edinburghu na Havaji.
Kahanamoku zdokonalil kraulařskou techniku, jeho stylu se říkalo americký kraul. Díky jeho efektivitě vytvořil 11. srpna 1911 v Honolulu světový rekord na 100 yardů 55,4 s, čímž vylepšil dosavadní rekord o více než čtyři sekundy. Amateur Athletic Union odmítla jeho čas uznat, pozvala ho však na olympijské kvalifikační závody, které s přehledem vyhrál. Na olympiádě 1912 zvítězil v individuálním závodě na 100 m a byl druhý ve štafetě, na olympiádě 1920 vyhrál stovku i štafetu a v roce 1924 skončil na stovce na druhém místě. Olympijskou kariéru zakončil na hrách 1932 jako člen amerického mužstva vodních pólistů, které obsadilo čtvrté místo.
Kromě závodění objížděl svět s exhibicemi v plavání a surfingu — začínal na tradičním havajském prkně, které měřilo téměř pět metrů, později přešel na kratší surfy. Pracoval také jako plavčík, 14. června 1925 v Corona del Mar zachránil pomocí surfového prkna osm lidí ze ztroskotané lodi Thelma. Hrál také menší role v řadě hollywoodských filmů: Lord Jim (1925), Siamský tygr (1929), Pan Roberts (1955). V letech 1932 až 1961 zastával v Honolulu úřad voleného šerifa.
Jeho mladší bratr Samuel Kahanamoku získal bronzovou medaili na 100 metrů volný způsob na olympiádě v Paříži 1924.
V roce 2012 vydala americká pošta známku s jeho portrétem.